# بارك جي سون
بارك جي سون (3 نوفمبر 1984 - 2 نوفمبر 2020)، هي فنانة كوميدية وممثلة من كوريا الجنوبية.

## السيرة
ولدت بارك في 3 نوفمبر 1984 في منطقة بوبيونغ في إنتشون. تخرجت من جامعة كوريا قبل أن تقرر أن تصبح فنانة كوميدية وتلتحق بنظام البث الكوري في عام 2007 من خلال برنامج فتح باب التعيين 22 للكوميديين. ظهرت لأول مرة على التلفاز في البرنامج الكوميدي "Gag Concert" والذي لفت انتباه الجمهور إليها وجعلها تفوز بجائزة المستجد في حفل جوائز KBS للترفيه لعام 2007.
عانت بارك من مرض جلدي مزمن وحساسية من أشعة الشمس. كما كانت تتلقى علاجاً لمرض لم تُفصح عنه وقد أخبرت صحفياً من خلال اتصال هاتفي في 23 أكتوبر 2020 بأنها سوف تخضع لعملية جراحة وسوف تركز على التعافي في نوفمبر.
توفيت بارك في 2 نوفمبر 2020 عن عمر 35 سنة. عثرت الشرطة على بارك ووالدها ميتتان في بيت بارك الواقع في العاصمة سول بعدما أبلغ والدها الشرطة عن عدم قدرته على التواصل مع ابنته ووالدتها وأنهما لا تُجيبان الهاتف. وعثرت الشرطة أيضاً على رسالة مكونة من صفحة واحدة يُفترض أن والدة بارك كتبتها، ولكن لم يُنشر محتوى الرسالة أو القيام بعملية تشريح للضحيتين بطلب من الأسرة. سبب الوفاة غير معروف ولم يُعلن عنه، لكن الشرطة تُرجّح أنهما أقدمتا على الانتحار.